# HD 102272 b
HD 102272 b — газовый гигант, расположенный в системе звезды спектрального класса K0 HD 102272. Открыт методом доплеровской спектроскопии с помощью телескопа Хобби-Эберли в 2008 году.